# Собор Святого Семейства (Пила)

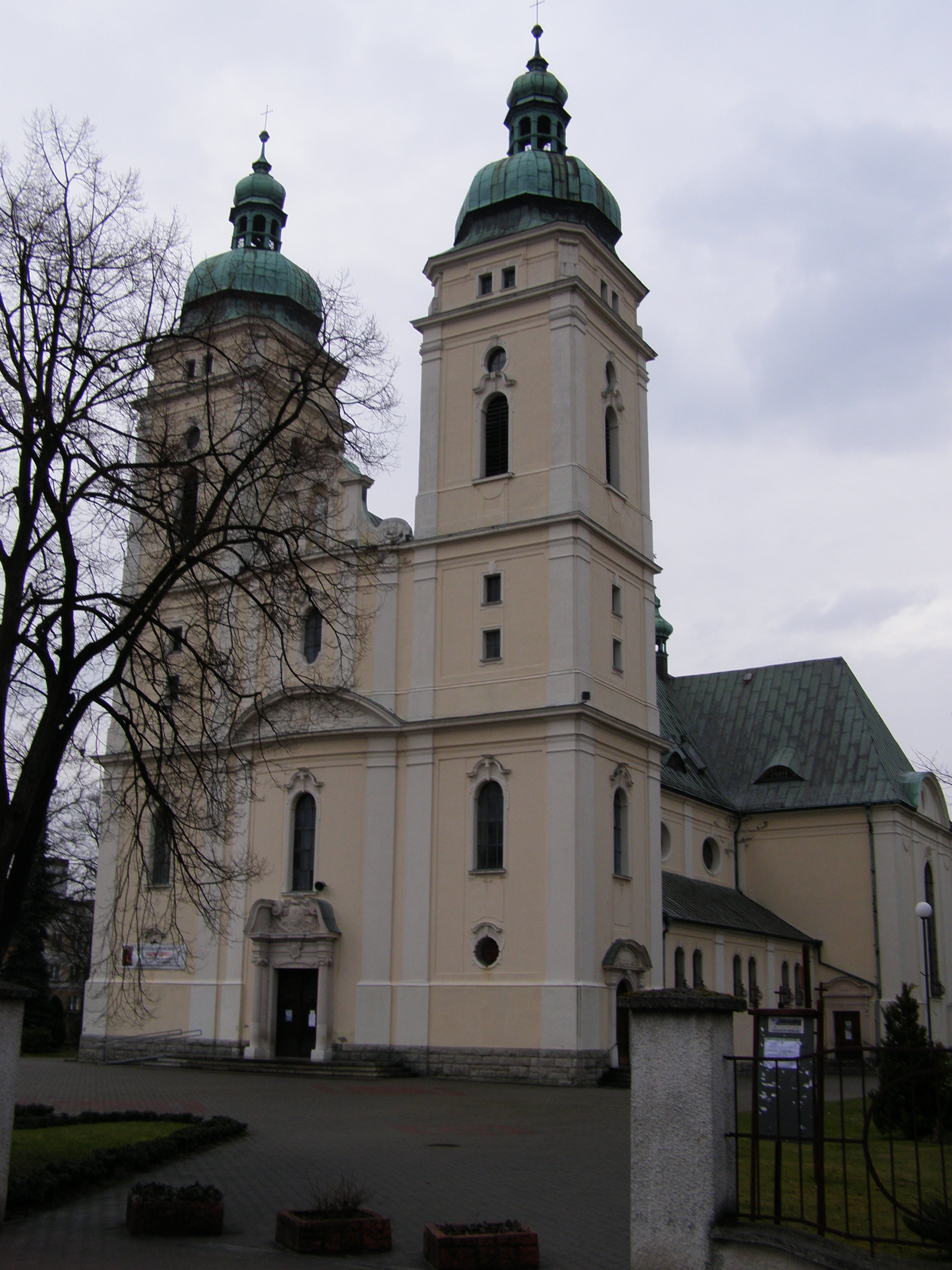
Собор Святого Семейства, Пила, Польша

Собор Святого Семейства (пол. Kościół Świętej Rodziny) — католическая церковь, находящаяся в городе Пила, Польша. Церковь Святого Семейства до 1945 года была кафедральным собором территориальной прелатуры Шнайдемюля. Приход Святого Семейства входит в епархию Кошалина-Колобжега.

## История
Первоначально на месте, где сейчас находится церковь Святого Семейства, находилась деревянная церковь Пресвятой Девы Марии и Иоанна Крестителя, построенная в 1380 году. Эта церковь была построена женой короля Сигизмунда III королевой Констанцией. В 1628 году эта церковь сгорела и на её месте была построена новая готическая церковь. В 1844 году церковь была расширена и к ней пристроили две башни.
С 1926 года центром территориальной прелатуры Шнайдемюля стал город Пила и церковь Святого Семейства стала кафедральным собором этой церковной структуры.
В 1945 году церковь значительно пострадала из-за обстрелов. С 1945 года церковь стала приходским храмом. В 1946 году храм был поручен пастырскому попечению монахам из монашеской конгрегации салезианцев.